# 伊丹明
伊丹 明（いたみ あきら、1911年 - 1950年12月26日）は、日系アメリカ人二世のアメリカ陸軍軍人。「伊丹明」は飽くまで日本語での呼称で、本名はデイヴィッド・アキラ・イタミ（David Akira Itami）である。デイブ（Dave）とも呼ばれていた。

## 生涯
アメリカ合衆国カリフォルニア州オークランド生まれ。3歳より、鹿児島県加治木町の叔母のところに預けられ、そこで少年期を過ごす。鹿児島県加治木中学校を卒業後、1928年より大東文化学院に入学し、漢籍やインド哲学を研究する。
1931年にアメリカに戻ると、1935年に日本国籍を離脱。カリフォルニア大学に入学し、日本語新聞の『加州毎日』の記者となる。1941年12月に勃発した太平洋戦争により、収容所生活を強いられるが、アメリカ陸軍情報部に勤務することとなる。任務は日本軍の軍事暗号を解読することであった。1943年に、ドイツから日本へ寄贈される2隻の潜水艦のうちの1隻、U-511には軍事代表委員の野村直邦中将が便乗することとなっていたが、そのやり取りに、薩隅方言（主に鹿児島県で話されている方言）が使われていた。アメリカ海軍情報局は盗聴しつつも、この会話を解読出来なかったが、伊丹によって内容が明らかにされた。
1946年4月に始まった極東国際軍事裁判で、伊丹は通訳モニター、すなわち日本側の通訳についてチェックする役割を担った。後に小説化された『二つの祖国』や、ドラマ化された『山河燃ゆ』において、戦争責任をめぐる裁判に関する業務において、アメリカ合衆国と日本との間での、仕事の上での重圧が耐え難いものだったことが、推測されている。
1950年に、ピストル自殺を遂げる。享年39。
なお、1984年にはNHKにて、大河ドラマ『山河燃ゆ』が放送されたことで、ハリー・K・フクハラと並んで主要登場人物のモデルとして注目されることとなった。なお、小説やドラマと違い、実際の伊丹夫人は、いわゆる「良妻賢母」だったと伝えられている。

## 関連メディア

### 小説
- 吉村昭『深海の使者』

野村直邦海軍中将帰国前の薩摩弁秘密通信を解読に登場。
- 山崎豊子『二つの祖国』

主要な登場人物の天羽賢治が、伊丹明をモデルにしたとされている。大まかな経歴はかなり一致する。

### テレビドラマ
- 『山河燃ゆ』（NHK1984年度大河ドラマ）

上記の『二つの祖国』を、新たな材料が付け加えられた上で、かなり脚色した上のドラマ化。伊丹明をモデルとしたとされる天羽賢治を、9代目松本幸四郎が演じる。なお、主人公が日本にいた時期や、家族の話などで、実話と一致しない部分が少なくない。
- 『二つの祖国』（テレビ東京開局55周年特別企画 ドラマスペシャル）2019年

こちらでは天羽賢治役を小栗旬が演じる。

## 関連文献
- 菅野運四郎『東京裁判と禅　伊丹明 垂涎の的』 文藝書房、2011年7月
- スティーブ・鮫島『天皇を救った男　アメリカ陸軍情報部・日系帰米2世 伊丹明』 南方新社、2013年8月